# Bitka pri Mucelliumu
Bitka pri Mucelliumu je bila spopad leta 542 blizu današnje regije Mugello, Italija med Ostrogoti in Bizantinci med gotsko vojno. Po prekinitvi obleganja Firenc so se Ostrogoti pod vodstvom Totile obrnili proti zasledujočim Bizantincem in porazili njihovo številčno večjo silo.
Po uspehu proti Bizantincem v bitki pri Faventiji spomladi 542 je Totila poslal del svojih čet v napad na Firence. Justin (magister militum per Illyricum), bizantinski poveljnik Firenc, je zanemaril ustrezno oskrbo mesta pred obleganjem in zato naglo poslal po pomoč drugim bizantinskim poveljnikom na tem območju: Janezu, Bessasu (magister militum) in Ciprijanu. Zbrali so svoje sile in prišli na pomoč Firencam. Ko so se približali, so Goti prekinili obleganje in se umaknili proti severu, v regijo Mucellium (sodobna regija Mugello). Bizantinci so jih zasledovali, vodili so jih Janez in njegove čete, preostala vojska pa jim je sledila. Nenadoma so Goti z vrha hriba planili na Janezove može. Bizantinci so se sprva držali, a so se kmalu razširile govorice, da je njihov general padel, zato so se zlomili in pobegnili proti prihajajoči glavni bizantinski sili. Njihova panika pa se je prenesla tudi na slednje in celotna bizantinska vojska se je v neredu razkropila. Goti so zajeli veliko ujetnikov s katerimi so dobro ravnali in jih celo napeljali, da so se pridružili gotski vojski, medtem ko so bizantinski generali pobegnili v osamljene trdnjave: Bessas v Spoleto, Justin nazaj v Firence, Ciprijan v Perugio in Janez v Rim ter niso več sodelovali v nadaljnjih spopadih proti Gotom.